# Otto Blehr
Otto Albert Blehr (Stange, 17 februari 1847 - Oslo, 13 juli 1927) was een Noors politicus voor Venstre. Van 1891 tot 1893 was hij Noors minister-president in Stockholm. Van 1901 tot 1903 en van 1921 tot 1923 was hij premier van Noorwegen.
- KulturNav: d5bcf080-69d2-4302-b46a-f6cb0de6dd8b
- Library of Congress Control Number: no2025012776
- Virtual International Authority File: 222317284